# 1925년 전국체육대회
1925년 전국체육대회는 1925년 4월 28일부터 10월 17일까지 일제강점기 조선 경성부에서 개최된 전국체육대회이다. 1925년에 개최된 제6회 전조선야구대회, 제2회 전조선육상경기대회, 제5회 전조선정구대회, 제6회 전조선축구대회를 1925년 전국체육대회의 일부로 인정하고 있다. 제6회 전조선축구대회가 1925년 4월 28일 배재고등보통학교 운동장에서 개최되면서 1925년 전국체육대회가 시작되었다. 1925년 5월 25일에 제2회 전조선육상경기대회가 개최되면서 육상 종목이 진행되었고, 1925년 5월 30일에 제5회 전조선정구대회가 개최되며 정구 종목이 진행되었으며, 1925년 10월 15일에 제6회 전조선야구대회가 개최되며 야구 종목이 진행되었다.

## 경기 종목

### 야구
야구 종목은 제6회 전조선야구대회로 진행되었다. 제6회 전조선야구대회는 1925년 10월 15일부터 10월 17일까지 배재고등보통학교 운동장에서 진행되었다. 소학부 종목 결승에서는 진남포공립보통학교가 인천공립보통학교를 14:12로 이기며 우승을 차지했고, 중학부에서는 배재고등보통학교가 결승에서 양정고등보통학교를 21:6으로 이기며 전 대회에 이어 2연속 우승을 차지했다. 전문부에서는 연희전문이 세브란스의학전문을 18:1로 이기며 우승했고, 청년부 종목에서는 결승에서 서울구락부가 대구청년단을 상대로 이겨 우승을 차지했다.

### 육상
육상 종목은 제2회 전조선육상경기대회로 진행되었다. 제2회 전조선육상경기대회는 1925년 5월 25일부터 5월 26일까지 경성운동장에서 진행되었다. 당시 경성운동장은 공사가 진행 중이었으나, 국제 구격의 육상 트랙이 마련되어 있어 육상 종목 경기를 정상적으로 진행할 수 있었다. 대한체육회의 전국체육대회 데이터베이스 정보에 따르면 19개 세부종목으로 진행되었고, 대한체육회 90년사에 따르면 20개 세부종목으로 진행되었다.

### 정구
정구 종목은 제5회 전조선정구대회로 진행되었다. 제5회 전조선정구대회는 1925년 5월 30일부터 6월 1일까지 경성일보 정구장에서 개최되었다. 소학부 종목 결승에서는 송도보통학교가 선천공립보통학교를 3:2로 이기며 우승을 차지했고, 중학부에서는 송도고등보통학교가 결승에서 남대문상업학교를 3:0으로 이기며 우승을 차지했다. 전문부에서는 법학전문이 보성전문을 3:1로 이기며 우승했고, 청년부 종목에서는 결승에서 금강구락부가 1:1 동점인 상황에서 기권을 하여 태양구락부가 우승을 차지했다.

### 축구
축구 종목은 제6회 전조선축구대회로 진행되었다. 1925년 4월 28일부터 4월 30일까지 배재고등보통학교 운동장에서 개최되었다. 전문부와 청년부 종목에서는 5원의 참가비를 받았으며, 중학부는 3원의 참가비를 받았다.[1] 반면, 소학부 종목에서는 참가비를 받지 않았다.
소학부 종목 결승에서는 숭덕학교가 광성학교를 2:1로 이기며 우승을 차지했고, 중학부에서는 배재고등보통학교가 결승에서 경신학교를 3:0으로 이기며 우승을 차지했다. 전문부에서는 연희전문이 숭실대학을 상대로 득점 없이 비긴 뒤 연장전에서 6:2로 이기며 우승을 하였고, 청년부 종목에서는 조선축구단이 고려구락부를 3:2로 이기며 우승을 차지했다.

## 참고 문헌
- 대한체육회 (1990). 《대한체육회 70년사》.
- 대한체육회 (2011). 《대한체육회 90년사》.